# Жуньянский мост
Жуньянский мост (
кит. упр. 润扬长江大桥, пиньинь Rùn-Yáng Chángjiāng Dàqiáo, палл. Жунь-ян Чанцзян дацяо, буквально: «Мост Чжэньцзян-Янчжоу через Янцзы») — комплексное мостовое сооружение пересекающее реку Янцзы в провинции Цзянсу, примерно в 45 км восточнее Нанкина. Соединяет города Чжэньцзян (сокр. Жунь) и Янчжоу (Ян) расположенные, на, соответственно, южном и северном берегах Янцзы.
Общая протяженность сооружения — 35,66 км. Строительство началось в октябре 2000 года. Всего на постройку ушло 5,8 млрд юаней (около 700 млн. долларов США). Для движения мост был открыт накануне 1 мая 2005 года. Является частью Пекин-Шанхайской скоростной дороги. 
Большая часть мостового сооружения представляет собой эстакаду и лишь непосредственно над водами Янцзы она переходит в два крупных моста: 
- Жуньянский висячий мост — соединяет левый (южный) берег Янцзы с речным островом Бэйсиньчжоу.[2]
- Жуньянский вантовый мост — перекинут с речного острова Бэйсиньчжоу[3] на правый (северный) берег Янцзы.[4]